# Räpplinge socken
Räpplinge socken på Öland ingick i Slättbo härad, uppgick 1969 i Borgholms stad och området ingår sedan 1971 i Borgholms kommun och motsvarar från 2016 Räpplinge distrikt i Kalmar län.
Socknens areal är 44,84 kvadratkilometer, varav land 44,77. År 2000 fanns här 480 invånare. En del av Borgholm samt kyrkbyn Räpplinge med sockenkyrkan Räpplinge kyrka ligger i socknen. 

## Administrativ historik
De äldsta delarna av Räpplinge kyrka uppfördes i början av 1100-talet. I skriftliga källor förekommer dock Räpplinge först i ett odaterat brev från omkring 1320 och ett daterat från 1346. I registraturen överfördes byn Karås 1539 till Högsrums socken. Räpplinge kyrksocken omfattade halva byarna Karås och Sörby i Högrums jordebokssocknar.
1779 bildades Borgholms församling och 1816 bildades Borgholms stad båda utbrutna ur socknen. Vid kommunreformen 1862 övergick socknens ansvar för de kyrkliga frågorna till Räpplinge församling och för de borgerliga frågorna till Räpplinge landskommun. Denna senare uppgick 1952 i Gärdslösa landskommun som 1969 uppgick i Borgholms stad, från 1971 Borgholms kommun. Församlingen uppgick 2006 i Räpplinge-Högsrums församling.
1 januari 2016 inrättades distriktet Räpplinge, med samma omfattning som församlingen hade 1999/2000.
Socknen har tillhört samma fögderier och domsagor som Slättbo härad. De indelta båtsmännen tillhörde 1:a Ölands båtsmankompani.

## Geografi
Räpplinge socken ligger söder om Borgholm på Ölands västkust. Socknen består av flack odlingsbygd i öster, strandskog i väster och alvarsmark (Greby alvar) i de centrala delarna. Solliden och Borgholms kungsgård ligger här.

## Fornminnen
25 järnåldersgravfält och en fornborg (Svarteberga borg) finns här och en runristning finns noterad vid Långbro. finns här. Ruinerna av Borgholms slott och av Bergs gamla medeltida kyrka finns här också.

## Namnet
Namnet (1346 Räpling) har ett förled med oklar betydelse, efterledet inge, boplats.

## Befolkningsutveckling
| Befolkningsutvecklingen i Räpplinge socken 1750–1990                                                    | Befolkningsutvecklingen i Räpplinge socken 1750–1990 | Befolkningsutvecklingen i Räpplinge socken 1750–1990 | Befolkningsutvecklingen i Räpplinge socken 1750–1990 | Befolkningsutvecklingen i Räpplinge socken 1750–1990 |
| --- | ---------------------------------------------------- | ---------------------------------------------------- | ---------------------------------------------------- | ---------------------------------------------------- |
| |                                                      |                                                      |                                                      |                                                      |
| År |                                                      |                                                      | Folkmängd                                            |                                                      |
| 1750 | 1750                                                 |                                                      | 634                                                  |                                                      |
| 1760 | 1760                                                 |                                                      | 694                                                  |                                                      |
| 1769 | 1769                                                 |                                                      | 804                                                  |                                                      |
| 1780 | 1780                                                 |                                                      | 838                                                  |                                                      |
| 1790 | 1790                                                 |                                                      | 850                                                  |                                                      |
| 1800 | 1800                                                 |                                                      | 890                                                  |                                                      |
| 1810 | 1810                                                 |                                                      | 858                                                  |                                                      |
| 1820 | 1820                                                 |                                                      | 918                                                  |                                                      |
| 1830 | 1830                                                 |                                                      | 986                                                  |                                                      |
| 1840 | 1840                                                 |                                                      | 957                                                  |                                                      |
| 1850 | 1850                                                 |                                                      | 985                                                  |                                                      |
| 1860 | 1860                                                 |                                                      | 1 146                                                |                                                      |
| 1870 | 1870                                                 |                                                      | 1 258                                                |                                                      |
| 1880 | 1880                                                 |                                                      | 1 210                                                |                                                      |
| 1890 | 1890                                                 |                                                      | 1 023                                                |                                                      |
| 1900 | 1900                                                 |                                                      | 917                                                  |                                                      |
| 1910 | 1910                                                 |                                                      | 910                                                  |                                                      |
| 1920 | 1920                                                 |                                                      | 825                                                  |                                                      |
| 1930 | 1930                                                 |                                                      | 741                                                  |                                                      |
| 1940 | 1940                                                 |                                                      | 692                                                  |                                                      |
| 1950 | 1950                                                 |                                                      | 631                                                  |                                                      |
| 1960 | 1960                                                 |                                                      | 517                                                  |                                                      |
| 1970 | 1970                                                 |                                                      | 390                                                  |                                                      |
| 1980 | 1980                                                 |                                                      | 663                                                  |                                                      |
| 1990 | 1990                                                 |                                                      | 487                                                  |                                                      |
| Anm: Källor: Umeå universitet - Tabellverket 1749-1859, Demografiska databasen, CEDAR, Umeå universitet |                                                      |                                                      |                                                      |                                                      |

### Fotnoter
1. 1 2 3  Svensk Uppslagsbok andra upplagan 1947–1955: Räpplinge socken
2. 1 2  Harlén, Hans; Harlén Eivy (2003). Sverige från A till Ö: geografisk-historisk uppslagsbok. Stockholm: Kommentus. Libris 9337075. ISBN 91-7345-139-8
3. 1 2  Det medeltida Sverige 4:3 Öland
4. ↑  ”Församlingar”. Statistiska centralbyrån. https://www.scb.se/hitta-statistik/regional-statistik-och-kartor/regionala-indelningar/forsamlingar/. Läst 30 december 2022.
5. ↑  Administrativ historik för Räpplinge socken (Klicka på församlingsposten). Källa: Nationella arkivdatabasen, Riksarkivet.
6. 1 2  Sjögren, Otto (1931). Sverige geografisk beskrivning del 2 Östergötlands, Jönköpings, Kronobergs, Kalmar och Gotlands län. Stockholm: Wahlström & Widstrand. Libris 9939
7. 1 2 3  Nationalencyklopedin
8. ↑  Fornlämningar, Statens historiska museum: Räpplinge socken
9. ↑  Fornminnesregistret, Riksantikvarieämbetet: Räpplinge socken Fornminnen i socknen erhålls på kartan genom att skriva in sockennamn (utan "socken") i "Ange geografiskt område"